# António Lebo Lebo
António Lebo Lebo, conosciuto semplicemente come Lebo Lebo (Malanje, 29 maggio 1977), è un ex calciatore angolano, di ruolo difensore.

## Carriera
Difensore centrale, ha trascorso la sua intera carriera in club angolani. Dal 2001 al 2005 ha giocato per la Sagrada Esperança, con cui nel 2005 ha vinto, da capitano, la Girabola la massima serie angolana. L'anno dopo è passato al Petro Atletico. Nel 2008 è stato acquistato dal Libolo. Nella sua prima stagione con questa squadra ha conquistato il secondo posto in campionato. L'anno dopo ha partecipato alla Champions League venendo però eliminato al primo turno dall'APR FC una squadra del Ruanda.
Ha rappresentato la sua nazionale in 15 incontri. Nel 2006 ha partecipato alla Coppa d'Africa. L'Angola, inserita nel gruppo B, è stata eliminata al primo turno.
Nello stesso anno è stato inserito dal CT angolano Luís de Oliveira Gonçalves nella lista dei 23 giocatori convocati per disputare il campionato del mondo 2006 in Germania senza scendere in campo in alcuna partita.